# Тополовець (Копер)
Тополовець (словен. Topolovec) — поселення в общині Копер, Регіон Обално-крашка, Словенія. Висота над рівнем моря: 408,4 м.